# Jules Évain
Pour les articles homonymes, voir Évain.
Jules Louis Auguste, baron Évain (27 décembre 1818 à Mézières - 24 mai 1876 à Paris), est un homme politique français, député des Ardennes.

## Biographie
Fils d'un maître de forges, petit-fils de Jean-Nicolas Gendarme et neveu du général-baron Louis Évain, ministre de la Guerre de Belgique en 1832, qui avait obtenu, au moment de se faire naturaliser belge, l'autorisation de transmettre à son neveu son titre de baron, Jules Évain se fit recevoir avocat, devint maire de Boutancourt et conseiller général des Ardennes (canton de Flize) de 1848 à 1852, et fut porté par les conservateurs de son département sur la liste des candidats à l'Assemblée législative, le 13 mai 1849.
Évain fut élu, siégea à droite, prit part à tous les votes de la majorité conservatrice de l'Assemblée.
Lors du coup d'État de 1851, le baron Évain fut du nombre des représentants qui protestèrent à la mairie du 10e arrondissement de Paris contre la dissolution de l'Assemblée. Puis il rentra dans la vie privée. 
En 1850, il avait épousé Mlle Bourlon d'Hérouville, petite-fille du baron Guillaume Pavée de Vendeuvre, ancien pair de France.

## Sources
- « Jules Évain », dans Adolphe Robert et Gaston Cougny, Dictionnaire des parlementaires français, Edgar Bourloton, 1889-1891 [détail de l’édition]